# Wiiija
Wiiija est un label indépendant de musique britannique fondé à Londres en 1988.
Le label est spécialisé dans la production de groupes et artistes de rock indépendant, tels que Cornershop, Bis, Free Kitten, Huggy Bear, Le Tigre ou encore Anjali.

## Liste de groupes produits
- Anjali
- Bis
- Brassy
- Comet Gain
- Cornershop
- Fabric
- Free Kitten
- Guvner
- Heavenly
- Huggy Bear
- Hurricane
- Jacobs Mouse
- Le Tigre
- Mucho Macho
- Terry Edwards
- Velocette
- Whistler